# Hans Peter Hansen (xylograf)
 Der er flere personer med dette navn, se Hans Peter Hansen.
Hans Peter Hansen (20. december 1829 i København – 18. november 1899) var en dansk xylograf, far til Viggo Langer og Hans Hansen.
Hans Peter Hansens far var høker; moderen var Ane Marie født Sørensen. Efter først at have været i urmagerlære lærte han xylografien hos H.C. Henneberg og i Axel Kittendorffs og Johan Aagaards atelier, og samtidig studerede han ved Kunstakademiet. 1854 rejste han til Tyskland, først til Dresden og derpå til Leipzig, hvor han bosatte sig som xylograf. Han lagde sig her efter tegning, navnlig portrættegning.
I 1864 vendte han tilbage til København, hvor han snart blev meget benyttet. Han har leveret en række træsnit til Illustreret Tidende, til Nordens Historie, til H.V. Kaalunds digte osv. I 1875 udførte han Kunstforeningens medlemsblad (Otto Haslund: Køer ved en Bondegaard). Til Foreningen Fremtidens Billeder af Danske Kunstnere til danske Digte leverede hans værksted i 1880'erne en række større gengivelser i træsnit.
Ved Kunst- og Industriudstillingen i Stockholm 1866 fik han hædersdiplom, ved Kunst- og Industriudstillingen i København 1872 en sølvmedalje for prøver af træsnit.
Den 16. juli 1859 ægtede han i Leipzig Clara Aurelia Sophie Langer (f. 5. august. 1830), datter af
kobberstikker Langer. Han døde 18. november 1899.
Han er portrætteret af Viggo Johansen ca. 1880 (familieeje) og tegnet af P. Hansen 1855 (Frederiksborgmuseet).